# Cuerna striata
Cuerna striata är en insektsart som först beskrevs av Walker 1851.  Cuerna striata ingår i släktet Cuerna och familjen dvärgstritar. Inga underarter finns listade i Catalogue of Life.